# (19788) Hunker
(19788) Hunker – planetoida z pasa głównego asteroid okrążająca Słońce w ciągu 4 lat i 86 dni w średniej odległości 2,62 j.a. Została odkryta 28 sierpnia 2000 roku w programie LINEAR. Przed nadaniem nazwy planetoida nosiła oznaczenie tymczasowe (19788) 2000 QV116.